# Longitubopharynx obtusicaudatus
Longitubopharynx obtusicaudatus is een rondwormensoort. De wetenschappelijke naam van de soort is voor het eerst geldig gepubliceerd in 1959 door Allgén.
Er is nog niet vastgesteld tot welke klasse en/of orde deze soort behoort (incertae sedis).